# Pfarrkirche Bocksdorf

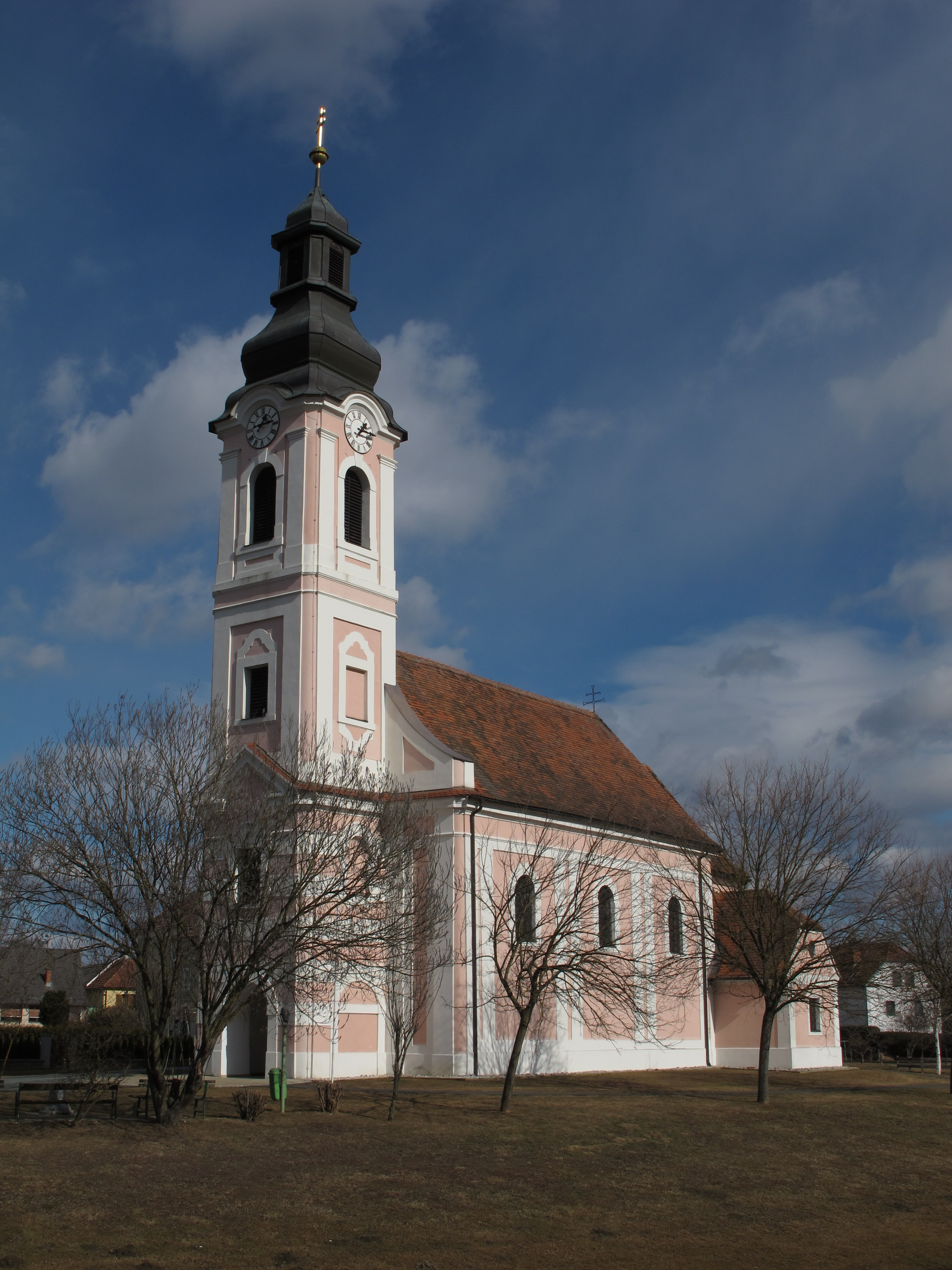
Pfarrkirche Bocksdorf

Die römisch-katholische Pfarrkirche Bocksdorf steht in freier Lage auf einem Feld in der Gemeinde Bocksdorf (ungarisch: Baksafalva) im Bezirk Güssing im Burgenland. Sie ist der heiligen Anna gewidmet und gehört zum Seelsorgeraum Maria Helferin/Oberes Stremtal im Dekanat Güssing in der Diözese Eisenstadt.

## Geschichte
Die Pfarre bestand bereits im Mittelalter. Die heutige Kirche wurde in den Jahren 1777 bis 1779 errichtet. In den Jahren 1970 und 1971 wurde sie renoviert. 

## Architektur und Ausstattung

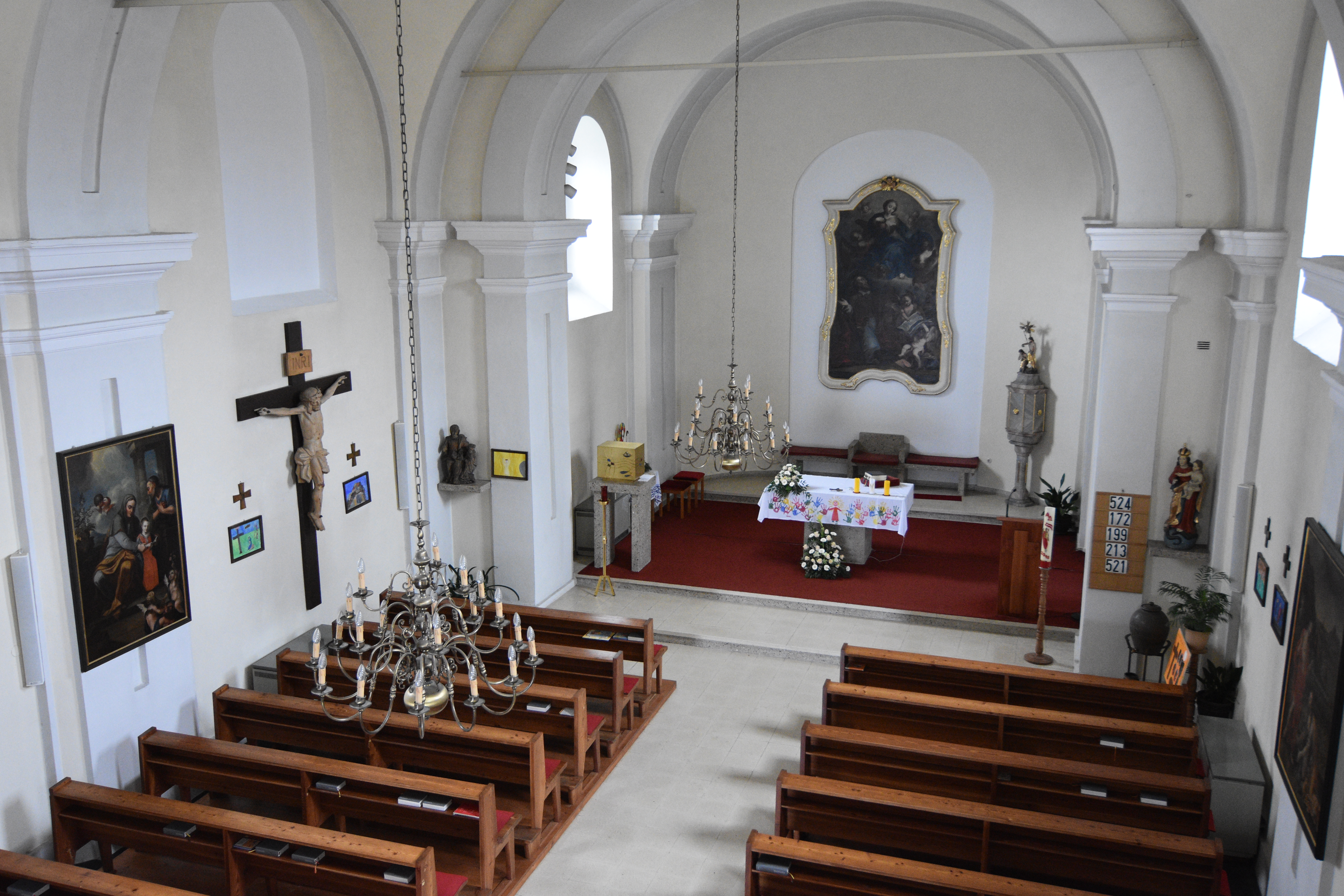
Der Innenraum der Kirche

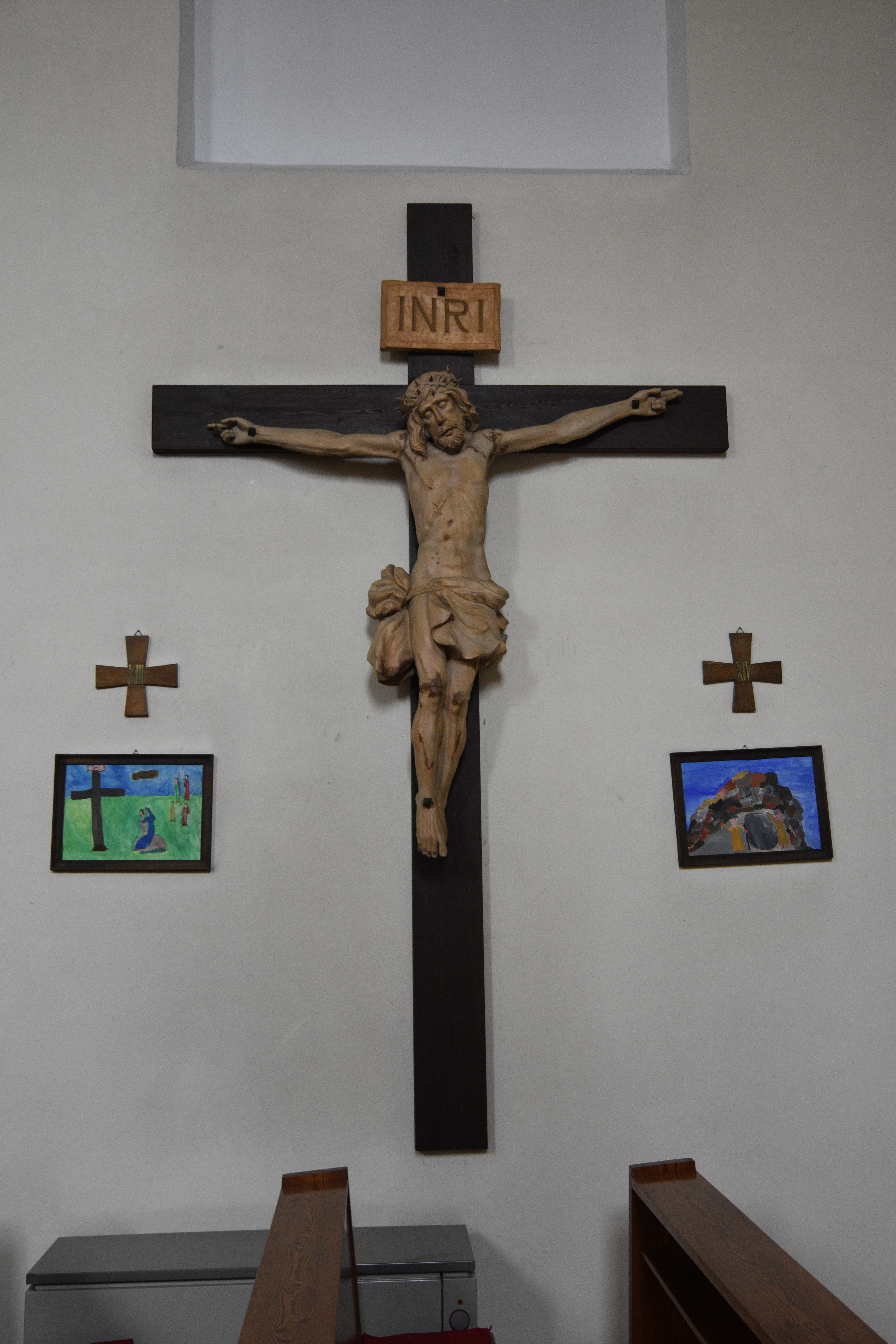
Das Kruzifix mit barockem Korpus

Die Kirche ist ein großer, nach Südosten ausgerichteter, spätbarocker Bau. Sie hat einen hohen, viergeschoßigen, vorgebauten Westturm. Den Abschluss bildet ein Zwiebelhelm mit Laterne. 
Das Gotteshaus hat eine eingezogene Polygonalapsis. Die Fassade ist durch Faschen gegliedert. Über Turm, Schiff und Chor zieht sich ein reich profiliertes Haupt- und Traufgesims.
Der weite Innenraum ist dreijochig. Zwischen den breiten Gurten, die auf kräftigen Pilastern lagern, liegt ein Platzlgewölbe. 
Die dreiachsige Empore mit geschwungener Brüstung liegt auf einem Kreuzgratgewölbe. 
Der breite Triumphbogen trennt die Apsis vom Kirchenschiff. Über der Apsis ist ein Schalengewölbe, über dem Chorjoch ein Platzlgewölbe. 
Die Einrichtung ist ‚modern'. In der Apsis ist ein Kruzifix mit barockem Korpus. Weiters gibt es einen Taufkasten mit einer barocken Figurengruppe der hl. Anna mit Maria. Die Figuren aus dem 18. Jahrhundert sind stark verwittert. Sie wurden von ihrem ursprünglichen Standort, der Giebelnische der Friedhofskapelle, an ihren heutigen Standort übertragen. 
Die ‚derbe‘ Maria Immakulata entstand im 18. Jahrhundert.
Die Orgel aus 1968 wurde von Gebrüder Hopferwieser in Graz mit 8 Registern errichtet.